# Fouta-Djalon

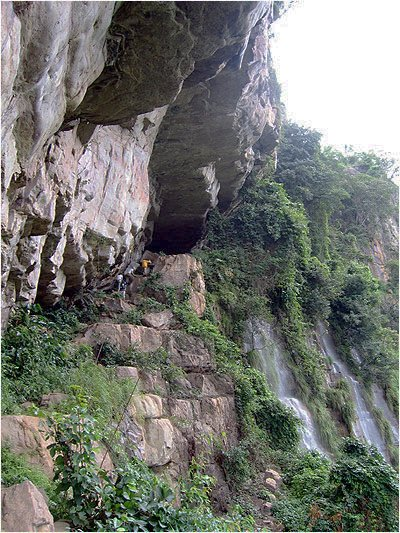
Viarany estret

Les muntanyes Fouta-Djalon, o Fouta Djallon, és un massís muntanyós situat a Guinea (o Guinea Conakry), anomenat «el castell d'aigua d'Àfrica occidental» per la seva important pluviometria. La regió està principalment habitada per l'ètnia peulhes i parlen el pular.
Al territori hi ha sabanes arbrades, bosc obert, bosc en galeria i planes extenses, amb molts cursos d'aigua i grans cascades d'aigua. Hi neixen els rius Tinkisso (afluent del riu Níger), el riu Senegal, el riu Gàmbia, el Koliba. Ocupa una superfície de 81.952 km², i una altitud mitjana de 1000 m, culmina al mont Loura (a 1.515 m). L'erosió ha creat profundes gorges i el gres recobreix la roca granítica del subsol. Hi ha una estació seca de novembre a maig i una estació humida de juny a octubre. Hi ha fruticultura tropical: mango, papaia, alvocats, bananes, etc. Les principals ciutats són Labé, Mamou i Dalaba.